# Union for the Co-ordination of Transmission of Electricity
Die Union for the Co-ordination of Transmission of Electricity (UCTE; deutsch Union für die Koordinierung des Transports von Elektrizität) war für die Koordinierung des Betriebes und die Erweiterung des europäischen Netzverbundes zuständig, mit dem insgesamt über 400 Millionen Verbraucher versorgt werden. Mitglieder waren zuletzt 29 Übertragungsnetzbetreiber aus 24 Ländern.
Seit dem 1. Juli 2009 werden die organisatorischen Aufgaben der UCTE vom übergeordneten Europäischen Verband der Übertragungsnetzbetreiber (ENTSO-E, European Network of Transmission System Operators for Electricity) übernommen.
Koordinierungsorganisationen in anderen Regionen mit ähnlichen Aufgaben sind im nordafrikanischen Bereich die COMELEC und im nordamerikanischen Bereich die North American Electric Reliability Corporation (NERC).

## Geschichte

Mitgliedsstaaten und Verbundnetz der ehemaligen UCTE in blau.

Die Vorgängerorganisation der UCTE war die am 23. Mai 1951 in Paris auf Anregung der damaligen OEEC gegründete Union pour la coordination de la production et du transport de l’électricité (UCPTE). Die UCPTE wurde im Jahre 1999 aufgrund der Liberalisierung des Strommarktes in die UCTE umgewandelt. Das Netz der UCTE ist, wie praktisch alle elektrischen Energienetze, als Drehstrom-Hochspannungs-Übertragungsnetz ausgeführt.
Die Gründungsmitglieder der UCPTE im Jahre 1951 waren: Belgien, Deutschland, Frankreich, Italien, Luxemburg, Niederlande, Österreich, Schweiz. 1987 wurde das Verbundnetz der UCPTE um vier neue Länder erweitert: Griechenland, Jugoslawien, Spanien, Portugal. Mit dem sogenannten Synchronschluss des osteuropäischen Verbundsystems CENTREL im Jahr 1995 wurden auch Tschechien, die Slowakei, Polen und Ungarn Mitglieder der UCPTE.
Am 10. Oktober 2004 wurde der 1991 durch die Einwirkungen der Jugoslawienkriege abgetrennte, von Kroatien über Griechenland bis Rumänien reichende, südosteuropäische Netzbereich der UCTE wieder mit dem mitteleuropäischen Netz gekoppelt. Voraussetzung hierfür waren umfangreiche Instandsetzungsarbeiten und  Neubauten von Umspannwerken und Leitungen, vor allem in Kroatien und Bosnien-Herzegowina.
Seit dem Jahr 2009 übernimmt die organisatorischen und administrativen Aufgaben der ENTSO-E, der Netzbetreiber aus unterschiedlichen Verbundnetzen umfasst. Die technischen Grenzen der Verbundnetze und der ehemaligen UCTE sind allerdings unverändert geblieben und so können weiterhin elektrische Verbundnetze wie das der UCTE und der skandinavischen Staaten im Verbundnetz der NORDEL nicht direkt elektrisch verbunden werden. Die Verbundnetze weisen zwar bezüglich der Netzfrequenz den gleichen Nennwert von 50 Hz auf, konkrete Phasenlagen der Netzfrequenz sind aber unterschiedlich, das heißt, die Netze sind zueinander asynchron. Elektrische Energie zwischen diesen Verbundnetzen kann nur in Form von Gleichstrom über Hochspannungs-Gleichstrom-Übertragungsleitungen (HGÜ) oder Gleichstromkurzkupplungen (GKK) übertragen werden.

## Mitglieder
Vor dem Übergang zum ENTSO-E 2009 waren zuletzt Übertragungsnetzbetreiber aus 24 Staaten in der UCTE vertreten:
| Land                | Übertragungsnetzbetreiber – UCTE-Mitglied(er), Stand 2008                                                          |
| ------------------- | --- |
| Belgien             | Elia System Operator SA/NV                                                                                         |
| Bosnien-Herzegowina | ISO BiH/NOS BiH (Nezavisni operator sustava u Bosni i Hercegovini)                                                 |
| Bulgarien           | ESO-EAD (Electroenergien Sistemen Operator EAD)                                                                    |
| Dänemark            | Energinet.dk |
| Deutschland         | TransnetBW Tennet Amprion 50Hertz Transmission GmbH                                                                |
| Frankreich          | RTE EDF Transport S.A.                                                                                             |
| Griechenland        | HTSO/DESMIE (Hellenic Transmission System Operator/Diachiristis Elinikou Sistimatos Metaforas Ilectrikis Energias) |
| Italien             | Terna – Rete Elettrica Nazionale SpA                                                                               |
| Kroatien            | HEP-OPS (HEP-Operator prijenosnog sustava)                                                                         |
| Luxemburg           | CEGEDEL Net S.A. (Compagnie Grand Ducale d’Electricité du Luxembourg)                                              |
| Mazedonien          | MEPSO (Elektrostopastvo na Makedonija)                                                                             |
| Montenegro          | EPCG (Elektroprivreda Crne Gore)                                                                                   |
| Niederlande         | TenneT TSO B.V. |
| Österreich          | TIWAG-Netz AG Verbund–Austrian Power Grid AG VKV-Netz AG                                                           |
| Polen               | PSE-Operator S.A.                                                                                                  |
| Portugal            | REN (Rede Eléctrica Nacional S.A.)                                                                                 |
| Rumänien            | C. N. Transelectrica S.A.                                                                                          |
| Schweiz             | Swissgrid AG |
| Serbien             | JP EMS (JP Elektromreža Srbije)                                                                                    |
| Slowakei            | SEPS (Slovenská elektrizačná prenosová sústava A.S.)                                                               |
| Slowenien           | ELES (Elektro Slovenija)                                                                                           |
| Spanien             | REE (Red Eléctrica de España S.A.)                                                                                 |
| Tschechien          | ČEPS A.S. |
| Ungarn              | MAVIR ZRt. (Magyar Villamosenergia-ipari Rendszerirányító Zártkörűen Működő Részvénytársaság)                      |

Die skandinavischen Staaten sind Mitglieder der NORDEL. Dänemark ist sowohl Mitglied der UCTE als auch der NORDEL, wobei auf den Inseln Seeland, Falster und Lolland das Verbundnetz nach NORDEL-Kriterien geregelt wird, während es in Jütland und der Insel Fünen nach UCTE-Richtlinien gefahren wird. Zwischen den Netzen der UCTE und der NORDEL bestehen einige Anlagen zur Hochspannungs-Gleichstrom-Übertragung (HGÜ) wie die Konti-Skan oder die Cross-Skagerrak.
Die britischen Inseln bilden eigene Verbundsysteme. Island und Zypern betreiben sogenannte Inselnetze und sind technisch an kein Verbundsystem angeschlossen. Malta verfügt seit 2015 mit dem Malta-Sicily-Interconnector über eine 200-MW-Verbindung an das italienische Netz.